# 愛の戦友
「愛の戦友」（あいのせんゆう）は、日本のロックバンドである安全地帯の楽曲。
2022年2月25日に日本コロムビアのBETTER DAYSレーベルから30枚目のシングルとしてリリースされた。前作「結界」（2011年）よりおよそ11年ぶりにリリースされたシングルであり、作詞および作曲は玉置浩二が担当している。
本作はポップスや歌謡曲の要素が含まれた重厚なロックサウンドの楽曲である。12枚目のアルバム『安全地帯XII』（2011年）の収録曲として発表されたものの未収録となり、そのままお蔵入りとなっていたがアレンジを変更して改めてシングル曲としてリリースされることとなった。オリコンシングルチャートでは最高位18位となった。

## 録音、制作
本作は当初12枚目のアルバム『安全地帯XII』（2011年）の収録曲として発表されていた。同アルバムの制作時、本作のレコーディングはすでに終了していたが収録は見送られることになった。その後2021年頃から本作についてメンバー間で取り沙汰されるようになり、改めて制作することが決定された。当初はストリングスなども挿入され豪華な仕上がりとなっていたが、それらの要素を削ぎ落してメンバー5人による演奏にわずかな要素を追加する程度の状態に変更された。再レコーディング時にドラムス担当の田中裕二が療養中であったため、安全地帯のメンバー5人で正式に制作された最新の音であるとギター担当の矢萩渉は述べている。
玉置が弾き語りによる本作のデモテープをメンバーに提示した際、楽曲の展開に関して矢萩は驚愕したと述べている。元々本作は制作が非常に難航した楽曲であり、テンポとキーが合わず3回ほどレコーディングを行っていると矢萩は述べている。結果として数回に亘る再レコーディングが行われたが、努力の甲斐もなくアルバムには未収録になったとベース担当の六土開正は述べている。矢萩は田中が演奏したドラムスの音に関して「感無量」であると述べ、六土はレコーディング終了から期間が空いていたために「あれ？　このベース、俺が弾いてんのかな？」との感想を持ったと述べている。

## リリース、チャート成績、音楽性
本作は2022年2月25日に日本コロムビアのBETTER DAYSレーベルからマキシシングルでリリースされた。本作はデビュー40周年を記念し、デビュー曲「萠黄色のスナップ」（1982年）と同日にリリースされた。本作リリースの告知後、「音源を早く聴きたい」というリクエストが多数寄せられたため、同年2月3日にTOKYO FMラジオ番組『ONE MORNING』（2019年 - ）にてリリースに先行する形で放送されることとなった。本作はオリコンシングルチャートにて最高位18位、登場週数7回となった。
本作の音楽性に関して矢萩は「重厚なロックナンバーで、なおかつポップスや、ある種の歌謡曲的なところも凝縮された曲」であると述べている。また、矢萩によれば13枚目のアルバム『安全地帯XIV〜The Saltmoderate Show〜』（2013年）の制作時に本作もレコーディングされていたが、同作は遊びの要素が多くポップな作品であったため、本作のような本格的なロックサウンドの楽曲は収録できないという玉置浩二の意見により収録が見送られたという。音楽情報サイト『CDジャーナル』では、「“愛” “戦友” というバンドの長い歴史を象徴するタイトルに深い想いをこめた濃密作」であると表記している。

## シングル収録曲
| 全作詞・作曲: 玉置浩二、全編曲: 安全地帯。 |                                    |          |            |      |
| #                                          | タイトル                           | 作詞     | 作曲・編曲 | 時間 |
| 1.                                         | 「愛の戦友」                       | 玉置浩二 | 玉置浩二   | 6:21 |
| 2.                                         | 「愛の戦友」(インストゥルメンタル) | 玉置浩二 | 玉置浩二   | 6:21 |
| 合計時間:                                  | 合計時間:                          | 12:42    |            |      |

## リリース履歴
| No. | 日付          | レーベル                    | 規格           | 規格品番   | 最高順位 | 備考 |
| --- | ------------- | --------------------------- | -------------- | ---------- | -------- | ---- |
| 1   | 2022年2月25日 | 日本コロムビア／BETTER DAYS | マキシシングル | COCA-17941 | 18位     |      |